# Национальный театр имени Лучиана Благи
Национальный театр имени Лучиана Благи (рум. Teatrul Naţional Lucian Blaga) — государственный драматический театр в городе Клуж-Напока, основанный в 1919 году. Размещается в здании, вместе с Румынским национальным оперным театром.

## История
Здание театра в стиле барокко с элементами модерна в оформлении было построено в 1904―1906 годах по проекту австрийских архитекторов Фердинанда Фельнера и Германа Гельмера. В то время город Клуж-Напока входил в состав королевства Венгрия, бывшего частью Австро-Венгрии. 8 сентября 1906 года на его сцене состоялась дебютная постановка Венгерского национального театра пьеса Ференца Херцега «Изгнанники». В 1919 году город Клуж-Напока был включён в состав королевства Румыния.
Официальное открытие Национального театра имени Лучиана Благи в бывшем здании Венгерского национального театра состоялось 18 сентября 1919 года. Одновременно с ним в городе были открыты Румынский национальный оперный театр и Музыкальная академия имени Георге Дима. Театральная труппа дебютировала 1 декабря 1919 года постановкой пьесы Захарии Барсана «Поэма объединения», бывшего основателем и первым художественным руководителем театра.
В 1936—1940 годах театром руководил драматург Виктор Ефтимиу. При нём была основана студия, в которой ставились произведения современных авторов. В 1940 году, после Второго Венского арбитража, театр, как и другие румынские учреждения, был переведён на румынскую часть разделенной Трансильвании. Труппа переехала в город Тимишоара. В декабре 1945 года, по окончании Второй мировой войны, когда Клуж-Напока снова стал частью Румынии, театр вернулся в город и возобновил свою деятельность под руководством Аурела Бутяну.
В 1948—1964 годах, несмотря на установившийся в стране коммунистический режим, труппа театра оставалась верна художественным принципам своих основателей. С ужесточением давления со стороны официальных властей после 1965 года, когда во главе театра встал Влад Мугур, труппа сосредоточилась на постановках, утверждающих эстетические ценности, и отказалась от идеологической и морализирующей линии, навязываемой режимом. В этот период театр приобрёл известность на европейском континенте. Его труппа часто гастролировала за рубежом. Во избежания конфликтов с государственной цензурой, художественные руководители театра старались поддерживать баланс между постановками зарубежных и национальных авторов, классических и современных произведений. После румынской революции 1989 года репертуар театра пополнили пьесы современных авторов. С 2011 года труппой театра руководит режиссёр Михай Маниутиу.